# Station Pokój
Station Pokój is een spoorwegstation in de Poolse plaats Pokój.